# 2019年9月逝世人物列表
2019年逝世人物列表：1月 - 2月 - 3月 - 4月 - 5月 - 6月 - 7月 - 8月 - 9月 - 10月 - 11月 - 12月
2019年9月逝世人物列表，是用于汇总2019年9月期间逝世人物的列表。

## 依日期排序

### 30日
- 鍾逸傑爵士（英語：Sir  David Akers-Jones），92歲，英國殖民地官員，曾任香港布政司（1985年－1987年）、署理總督（1986年－1987年）。[1]
- 潔西·諾曼（英語：Jessye Mae Norman），74歲，美國女高音、歌劇演唱家和演奏家，死於敗血症。[2][3]

### 29日
- 姜鍾，101歲，中國人民解放軍開國軍官，軍階少將退役，曾任總參謀部三部部長。[4]
- 姜维朴，93岁，中国连环画家。[5]
- 阮有幸，93歲，越南共和国陆军准将，越南祖国阵线中央委员会委员。
- 佐藤忍（日語：佐藤 しのぶ），61歲，日本女高音歌手。[6]
- 帕齐·埃尔泽纳（英語：Patty Elsener），89岁，美国跳水运动员。[7]

### 28日
- 苏丹伊斯迈·柏特拉，69岁，马来西亚吉兰丹州第二十八任苏丹。[8]
- 马克·扎哈罗夫（俄語：Марк Захаров），85岁，苏联/俄罗斯电影导演，编剧。[9]
- 藤木久志（日語：藤木 久志），85歲，日本歷史學家、立教大学名譽教授，敗血症。[10]
- 賀新，59歲，台灣企業家，高雄捷運公司副總經理。[11]
- 何塞·何塞（西班牙語：José José），71岁，墨西哥歌手。[12]
- 王鳳超，73歲，中國政治人物，曾任國務院港澳事務辦公室副主任、黨組成員（1994年－1998年），新華社香港分社副社長（1998年－1999年）、香港中聯辦副主任（1999年－2009年），腦出血。[13][14]

### 27日
- 約瑟夫·威爾遜（英語：Joseph C. Wilson），69歲，美國前外交官，2003年7月在《紐約時報》撰文指小布希總統於國情咨文宣稱的伊拉克企圖發展核武為虛構。[15]

### 26日
- 威廉·萊瓦達（英語：William Levada），83歲，美國籍樞機，2005年至2012年期間出任聖座信理部部長。[16][17]
- 雅克·勒内·希拉克（法語：Jacques René Chirac），86岁，法国第22任总统。[18]
- 根纳季·马纳科夫（俄語：Геннадий Манаков），69岁，苏联/俄罗斯宇航员。[19]
- 乔瓦尼·布拉穆奇（義大利語：Giovanni Bramucci），72岁，意大利自行车运动员。[20]
- 孙大发，73岁，中国人民解放军高级将领，曾任原总后勤部政治委员、全国人民代表大会民族委员会副主任委员。[21][22]

### 25日
- 麦克·科（英語：Michael Coe），90岁，美国考古学家。[23]
- 保罗·巴杜拉-斯科达（法語：Paul Badura-Skoda），91岁，奥地利钢琴家。[24]
- 野崎一（日語：野崎 一），97岁，日本化学家，知名于野崎–桧山–岸反应。[25]

### 24日
- 宋英學（朝鲜语：송영학），46歲，韓國男演員。[26]

### 23日
- 夏荊山，96歲，書畫藝術家。[27]
- 安德烈·埃米特（英語：Andre Emmett），37岁，美国职业篮球运动员，前中国男子篮球职业联赛得分王。被枪杀。[28]
- 羅伯特·杭特（英语：Robert Hunter (lyricist)），78歲，美國作詞家、詩人與音樂家，曾為搖滾樂團感恩至死、創作歌手傑瑞·加西亞與巴布·狄倫作詞。[29]
- 王美余，38歲，中國人，湖南維權人士。[30]
- 樊亢，95岁，前中国社会科学院研究所主任、研究员。[31]

### 22日
- J·麥可·孟德爾（英语：J. Michael Mendel），54歲，美國電視製片人，知名作品如《辛普森家庭》和《瑞克和莫蒂》。[32]

### 21日
- 席德·海格（英語：Sid Haig），80歲，美國演員、製片人和音樂家，知名作品如2003年電影《猛鬼1000》，死於肺部感染的併發症。[33]
- 莫哈末法力·莫哈末拉菲克，43岁，馬來西亞柔佛州丹绒比艾国会议员（2018年－2019年）。[34]
- 西格蒙德·雅恩（德語：Sigmund Werner Paul Jähn），82岁，德國第一位航天員，曾经参与联盟号宇宙飞船任务。[35]
- 茂山千作（日语：茂山千作#五世），74歲，日本狂言師，死於胰臟癌。[36]
- 禹惠美（朝鲜语：우혜미），31歲，韓國歌手。[37]
- 王淑平，59歲，中國大陸醫療工作者，河南血祸揭發人之一，死於心臟病。[38]
- 刘树田，83岁，中国新闻学家，兰州大学教授。[39]
- 拿破崙·沙尼翁（英語：Napoleon Alphonseau Chagnon），81歲，美國人類學家。[40]
- 格哈德·奥尔（德語：Gerhard Auer），76岁，德国赛艇运动员。[41]

### 20日
- 揚·梅林（英语：Jan Merlin），94歲，美國演員、編劇和作家。[42]
- 曾憲梓，85歲，香港企業家，金利來集團創辦人，第八屆、九屆、十屆全國人大常委會委員（1994年－2008年）。[43]
- 日显，96岁，日本僧伽，日莲正宗第67代法主。[44]
- 史明，本名施朝暉，100歲，台灣革命家，總統府資政，前中共地下黨員，獨立臺灣會創辦人，臺灣左派獨立運動領導人。[45]

### 19日
- 巴伦·希尔顿（英語：William Barron Hilton），91岁，美国企业家，希尔顿全球酒店集团首席执行官。[46]
- 宰因·阿比丁·班·阿里（阿拉伯語：زين العابدين بن علي），83岁，突尼西亞前總統，阿拉伯之春後下台。[47]
- 伯特·海灵格（德語：Bert Hellinger），95歲，德國心理學家，家庭系統排列創始人。[48]
- 陳彥霖，15歲，香港反修例運動示威學生，19日失蹤，於22日被發現全身赤裸浮屍於海面。[49]
- 贺运河，54岁，中国急诊科医师。“南粤最美中医”。[50]
- 马克·范戈（德語：Marko Feilgold），106岁，奥地利大屠杀幸存者。[51]

### 18日
- 郭文勤，82岁，中国老中医，心血管专家。[52]
- 張振新，48岁，中国富豪，先鋒集團、網信集團實際控制人。[53]
- 莊賢智教授（英語：Professor David Johns），88歲，英國航天工程學家，布拉德福德大学校長（1989年－1998年）、香港城市理工學院創校院長（1983年－1989年）。[54]
- 关正子（日語：関 正子），77岁。日本女子乒乓球运动员。[55]
- 格雷姆·吉布森（英語：Graeme Gibson），85岁，加拿大作家。[56]
- 伊马塔·卡布阿（英語：Imata Kabua），76岁，马绍尔群岛政治人物，总统（1997年—2000年）。[57]
- 凯尔文·梅纳德（英語：Kelvin Maynard），32岁，荷兰足球运动员。[58]

### 17日
- 杰西卡·詹姆斯（英語：Jessica Jaymes），40岁，美国色情女演员。[59]
- 叶选平，94岁，中国政治人物，曾任广东省省长（1985年－1991年）、中国人民政治协商会议第七届、八届、九届全国委员会副主席（1991年－2003年）等职，叶剑英之子。[60]
- 高須基仁（日语：高須基仁），71歲，日本企業家，知名三級寫真出版商「Mot's出版」（モッツ出版）創辦人。[61]
- 皮埃爾·勒-譚（法語：Pierre Le-Tan），69歲，法國插畫家。死於癌症。[62]

### 16日
- 蔣篤慧，49歲，台灣配音員，死於子宮頸癌末期併發多重器官衰竭。[63]
- 任放，56岁，中国经济史学者。武汉大学教授。[64]
- 唐碩，20歲，臺灣交通大學電機工程學系學生，曾獲得多項國家級大獎，自殺。[65]
- 祝光耀，74岁，中国政治人物，原林业部副部长，原国家环境保护总局副局长、党组副书记，中央纪委驻原国家环境保护总局纪检组组长。[66]
- 路易吉·克拉尼（德語：Luigi Colani），91岁，德国设计师。[67]

### 15日
- 柯菊蘭，97岁，台灣原住民，泰雅族文面國寶、死於肺炎。[68]
- 张光，90岁，中国新闻工作者，陕西日报社原总编辑。[69]
- 里克·奧卡西克（英語：Ric Ocasek），75歲，美國搖滾音樂家、創作歌手與唱片製作人，為新浪潮大團汽車合唱團的主唱兼節奏吉他手。[70]
- 鈴木愛德華（日語：鈴木 エドワード），72歲，日本建築師。[71]
- 洛勒·穆罕默德·舒瓦（法語：Lol Mahamat Choua），80岁，乍得政治人物。[72]

### 14日
- 吴贻弓，80岁，中国电影导演，曾导演作品《城南舊事》、《巴山夜雨》，曾榮獲第一屆（1981年）中國電影金雞獎的「最佳故事片獎」及第三屆（1983年）的「最佳導演獎」。[73]
- 徐世杰，68岁，中国航天动力学与控制技术专家，北京航空航天大学教授，第十一届、十二届、十三届全国政协委员。[74]
- 金·巴奇（英語：Gene Martin Bacque），82歲，美國職業棒球運動員，曾效力日本職棒近鐵野牛等隊，是首位獲得澤村獎的外籍球員。[75]
- 张铁男，86岁，中国政治人物，吉林省政协原副主席。[76]

### 13日
- 胡宝善，84岁，中国男中音歌唱家，演员胡军之父。[77]
- 艾迪·馬尼（英语：Eddie Money），70歲，美國搖滾創作歌手，著有暢銷歌曲如《Baby Hold On（英语：Baby Hold On）》、《Two Tickets to Paradise（英语：Two Tickets to Paradise）》、《Take Me Home Tonight（英语：Take Me Home Tonight (song)）》等。死於心臟手術的併發症。[78]
- 康拉德·哲尔吉（匈牙利語：Konrád György），86岁，匈牙利作家。[79]
- 陳鈞潤，70歲，香港戲劇翻譯家。[80]

### 12日
- 阿基利西·波希瓦（英語：Samiuela 'Akilisi Pōhiva），78岁，首相。[81]
- 齐振瑛，93岁，湖南省检察院原检察长。[82]
- 张中如，100岁，中国人民解放军开国少将。[83]
- 赵政，96岁，万海峰夫人，原北京军区总医院副院长。[84]

### 11日
- 優素福·哈比比，83歲，印度尼西亞政治人物，曾任第3任總統（1998年－1999年）。[85]
- T·布恩·皮肯斯（英语：T. Boone Pickens），91歲，美國能源對沖基金創始人。[86]
- 黎拔佳（英語：B. C. Lee），64歲，前加拿大溫哥華市市議員、資深演員、北美知名華裔時事評論員。[87]
- 丹尼爾·約翰斯頓（英語：Daniel Johnston），58歲，美國低傳真音樂創作歌手與視覺藝術家。死於心臟梗塞。[88]

### 10日
- 李玶，95歲，中国工程地震学家，中国工程院院士。[89]
- 阿尔贝特·拉津，79岁，俄罗斯乌德穆尔特共和国语言权利活动家。死於自焚。[90]
- 傑夫·芳霍特（英语：Jeff Fenholt），68歲，美國基督搖滾（英语：Christian rock）/金屬樂（英语：Christian metal）歌手、演員與電視佈道者。曾在《耶穌基督超級巨星》1971年百老匯初版中飾演耶穌一角。[91]
- 贺抒玉，91岁，中国女作家。[92]
- 詹德茂，62歲，台灣流行歌曲作詞家，死於肺癌。[93][94]
- 张逢铿，97岁，美籍华裔地球物理学家。被誉为“第一个登上南极的中国人”。[95]

### 9日
- 李蕙，55歲，移居美國女華人，2009年世界排名第十一大胃王。[96][97]
- 張復，89歲，中華民國空軍退役將領，雷虎小組初代成員、第4任領隊，死於肺癌。[98]
- 羅伯特·弗蘭克（英语：Robert Frank），94歲，瑞士裔美國攝影師和紀錄片導演，攝影作品《美國人》（The Americans）。[99]
- 佘致迪，77岁，中国词作家。[100]
- 李心草，18岁，中国学生，中国云南昆明理工大学二年级，被溺水而死。[101]

### 8日
- 珍·米德（英語：Jane Mead），61岁，美国诗人。[102]
- 卡米洛·塞斯托（西班牙語：Camilo Sesto），72岁，西班牙歌手。[103]
- 謝聰敏，85歲，台灣政治人物，《台灣人民自救宣言》起草人之一，前立法委員。[104]
- 陳家蓀，73歲，香港資深導演、音樂人兼加拿大中文電台資深音樂節目主持。[105]
- 季穆尔·埃涅耶夫（俄語：Тимур Энеев），94岁，苏联/俄罗斯应用数学家。俄罗斯科学院院士。[106]

### 7日
- 羅伯特·阿克塞爾羅（英语：Robert Axelrod (actor)），70歲，美國演員，曾在《金剛戰士》中飾演玄冥大帝。[107][108]
- 吴敏生，73岁，中国大学教授，福州大学原校长、政府顾问。[109]
- 查理·席爾維拉（英語：Charlie Silvera），94岁，美国棒球运动员。[110]

### 6日
- 庄心珍，73岁，新加坡画家。[111]
- 罗伯特·穆加贝（英語：Robert Mugabe），95岁，津巴布韦政治人物，曾任津巴布韦总理（1980年－1987年）、总统（1987年－2017年）。[112][113]
- 克里斯·鄧肯（英語：Chris Duncan），38歲，美國職業棒球運動員，曾效力聖路易紅雀、波士頓紅襪等隊，死於腦癌。[114]
- 萨哈尔·霍达亚里（波斯語：سحر خدایاری），29歲，伊朗女性足球迷，死於自焚。[115]

### 5日
- 刘旭，80岁，中国药物化学家。[116]
- 季国标，87岁，中国工程院院士、化纖工程專家。[117]
- 謝東寧，51歲，台灣劇場導演。[118]
- 查理·柯爾（英語：Charlie Cole），64歲，美國攝影師，中國六四天安門事件《坦克人》（Tank man）攝影者，因此於1990年榮獲世界新聞攝影獎。[119][120]
- 金野昭次（日語：金野 昭次），75岁，日本跳台滑雪运动员。[121]
- 吉米·強森（英语：Jimmy Johnson (musician)），76歲，美國錄音室吉他手與製作人，為馬斯爾肖爾斯節奏聲部樂團（英语：Muscle Shoals Rhythm Section）的成員，腎衰竭。[122]
- 杜宝田（英語：Fr. Thomas Tou），98岁，加拿大首位在蒙特利尔总教区服务的华人司铎。[123][124]
- 洛森·伦德（英語：Lawson Lunde），83岁，美国钢琴家、作曲家。[125]

### 4日
- 费利佩·鲁巴尔卡瓦（西班牙語：Felipe Ruvalcaba），78岁，墨西哥足球运动员。[126]
- 戴铁郎，88岁，中国动画片艺术家和一级导演，代表作包括《黑猫警长》。[127]
- 胡鸿斌，83岁，中国足球教练，广东省中南白队首批球员之一，曾获2016年「广东足球终身成就奖」。[128]
- 马善春，84岁，中国新闻社原副社长。[129]
- 陶菲克·克什（土耳其語：Tevfik Kış），85岁，土耳其摔跤运动员。[130]
- 羅哲·埃切加雷（法語：Roger Etchegaray），96歲，法國籍主教級樞機，2005年至2017年期間擔任樞機團副團長。[131][132]
- 凱莉·雷伊·哈里斯（英语：Kylie Rae Harris），30歲，美國鄉村女歌手。死於交通意外。[133][134]
- 莫哈末查希尔阿玛雅，36歲，馬來西亞陸軍少校，於沙巴洛高宜军演时，遭枪击意外身亡。[135][136]
- 鄭玉安，103歲，華裔美國人，紐約華埠早年英文月報《中美時報》（Chinese-American Times）創辦人。[137]
- 陳星，83歲，香港資深動作演員。[138]

### 3日
- 班贊，41歲，中國北京人民藝術劇院演員、導演，曾參與演出作品《天下第一樓》、《茶館》、《玩家》，死於突發心臟病。[139]
- 哈尔瓦·哈内沃尔（挪威語：Halvard Hanevold），49岁，挪威冬季两项运动员。[140]
- 彼得·林德伯格（英语：Kylie Rae Harris），74歲，德國攝影師。[141]
- 若瑟·德赫蘇斯·皮米恩托·羅德里格斯（西班牙語：José de Jesús Pimiento Rodríguez），100岁，哥倫比亞籍天主教司鐸級樞機、前馬尼薩萊斯總教區總主教。[142]

### 2日
- 松本晓司（日語：松本 暁司），85岁，日本足球运动员。[143]
- 安部讓二（日語：安部 譲二），82歲，日本小說家。[144]
- 石俊峰，年齡不詳，中華人民共和國死刑犯，2016年5月16日犯下放火、故意殺人、故意傷害、搶劫等罪，被判執行注射死刑。[145]

### 1日
- 喬安娜·賽恩斯·加西亞（西班牙語：Joana Sainz Garcia），30歲，西班牙女歌手。在演唱會煙火表演中發生爆炸事故身亡。[146][147]
- 吉恩·愛德華·史密斯（英語：Jean Edward Smith），86岁，美国传记作家。[148]